# Yucatáni lappantyú
A yucatáni lappantyú (Nyctiphrynus yucatanicus) a madarak (Aves) osztályának lappantyúalakúak (Caprimulgiformes) rendjéhez, ezen belül a lappantyúfélék (Caprimulgidae) családjához tartozó faj.

## Rendszerezése
A fajt Ernst Hartert német ornitológus írta le 1892-ben, a Caprimulgus nembe Caprimulgus yucatanicus néven. Néha az Otophanes nembe is helyezik, Otophanes yucatanicus néven.

## Előfordulása
A Yucatán-félszigeten, Mexikó déli részén, valamint Belize és Guatemala területén honos. Természetes élőhelyei a szubtrópusi vagy trópusi lombhullató erdők és cserjések, valamint szántóföldek. Állandó, nem vonuló faj.

## Megjelenése
Testhossza 20–22 centiméter.

## Életmódja
Valószínűleg rovarokkal táplálkozik.

## Természetvédelmi helyzete
Az elterjedési területe elég nagy, egyedszáma pedig stabil. A Természetvédelmi Világszövetség Vörös listáján nem fenyegetett fajként szerepel.